# Lombarda AL-12P
Lombarda AL-12P byl italský vojenský kluzák určený k přepravě osob a nákladu.

## Vznik
Vývoj kluzáku prováděla v roce 1942 firma Aeronatutica Lombarda. Cílem bylo postavit velký nákladní kluzák pro přepravu deseti vojáků, letecké pěchoty, nebo vojenského materiálu do 1800 kg. Z důvodu nedostatečné výrobní kapacity pro tak velký letoun, byla výroba přesunuta do závodu Ambrosini ve městě Passignano sul Trasimeno.
Kluzák byl zkonstruován jako samonosný hornoplošník. Konstrukce letounu byla celodřevěná se skořepinovým trupem. Kabina byla určena pro dvoučlennou posádku. Celá příď se pak dala odklopit stranou, takže vznikl otvor pro nakládání a vykládání nákladu. Prototyp byl na horních a bočních plochách nastříkán tmavě zelenou barvou, spodní plochy byly natřeny světle šedou barvou. Na trupu byl široký bílý pruh. Jednalo se o jednoúčelový typ, který měl být zničen po prvním nasazení.

## Vývoj

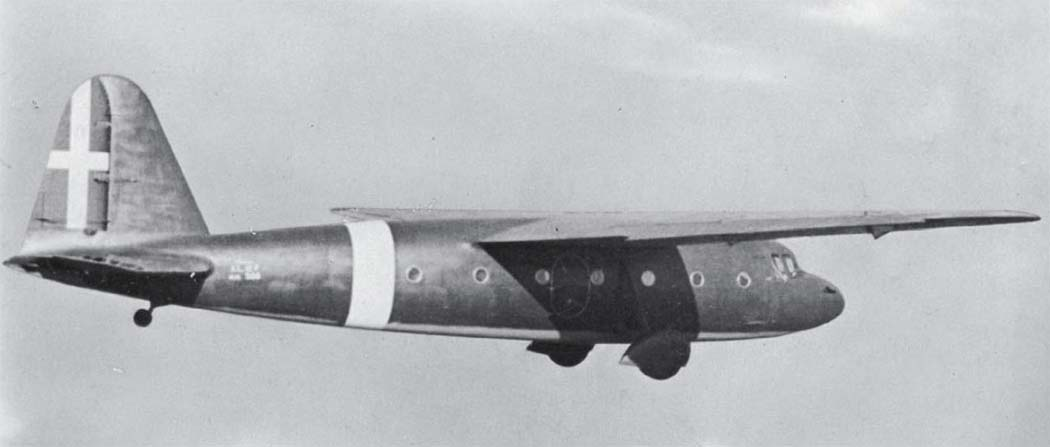
Aeronautica Lombarda AL-12P Glider 2

Další vývoj kluzáku byl přerušen kapitulací Itálie v roce 1943. Po válce byl kluzák přestavěn na motorizovaný kluzák Ambrosini P.512. Jednalo se o levné nákladní letadlo pro civilní dopravu zboží. Byly přidány dvě gondoly s motory Alfa Romeo 115, invertní vzduchem chlazené čtyřválce o výkonu 195 k, které udržovaly naložený letoun ve vodorovném letu. Rychlost letounu byla 220 km/h a dolet 1000 km. Vyroben byl pouze jediný kus.

## Varianty
Lombarda AL-12P
Varianta bez motorů.
Ambrosini P.512
Motor 2 × Alfa Romeo 115 .

## Hlavní technické údaje
Údaje dle
- Rozpětí: 21,30 m
- Délka: 14,00 m
- Výška: 4,55 m
- Nosná plocha: 50,40 m²

SAI Ambrosini P512

- Hmotnost prázdného letounu: 1600 kg
- Vzletová hmotnost: 3290 kg
- Maximální rychlost: 250 km/h